# Threni, id est Lamentationes Jeremiae Prophetae (Stravinsky)

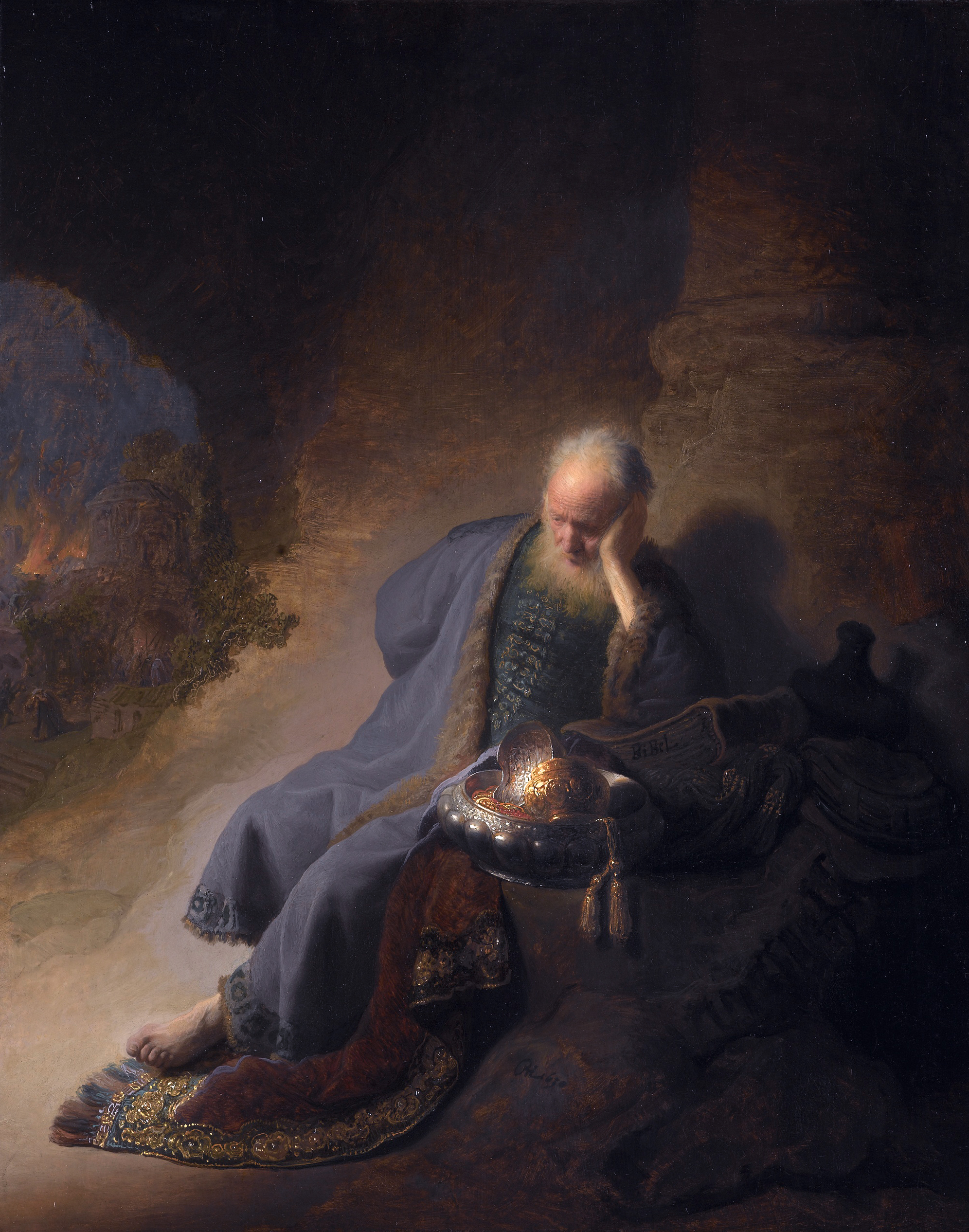
Jeremia treurend over de verwoesting van Jeruzalem, Rembrandt van Rijn, 1630 (Rijksmuseum)

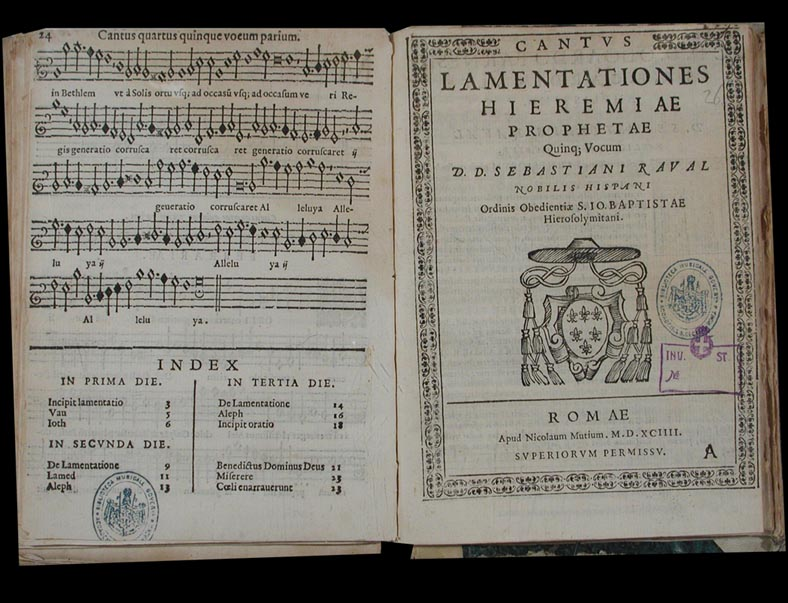
Lamentationes Jeremiae Prophetae, bijbeluitgave 1593

Threni, id est lamentationes Jeremiae prophetae (kortweg veelal Threni genoemd) (103) is een compositie van Igor Stravinsky. Het werk, een solo-koor-orkest-cantate (), is geschreven voor sopraan, alt, twee tenoren, twee bassen (waarvan één een diepe bas), gemengd koor en orkest.
Threni hoort (zoals ook bijvoorbeeld blijkt uit het geringe aantal opnames) tot de minder populaire werken van Stravinsky en het werk wordt weinig uitgevoerd. Desondanks is het een belangrijk werk in de ontwikkeling van de stijl van Stravinsky en getuigt het sobere en plechtige werk in zijn weerbarstigheid van een grote schoonheid. Threni wordt enerzijds beoordeeld als een breekbare, droge en moeilijk te begrijpen compositie en anderzijds beoordeeld als Stravinsky's belangrijkste religieuze werk en in dit genre als een van de waardevolste muziekstukken van de 20e eeuw ()

## Instrumentale bezetting
De bezetting voor Threni is voor twee dwarsfluiten, twee hobo's, cor anglais, twee klarinetten in B en A, altklarinet in F, basklarinet, vier hoorns, sarrusofoon, alttrombone, tenortrombone, bastrombone, bugel in B, tuba, pauken, tamtam, piano, celesta, harp, cello solo,  contrabas solo, strijkers (eerste violen, tweede violen, altviolen, cello's en contrabassen). 
Threni, met een tijdsduur van ongeveer 35 minuten, is geschreven voor een groot orkest, maar dat orkest wordt overal slechts gebruikt in een voortdurend veranderende kleine samenstelling van combinaties van instrumenten; tuttipassages zijn er niet. De nadruk ligt daardoor op het koor en de vocale solisten, waardoor een gevarieerd patroon van zang, lamentatie en polyfonie ontstaat waaruit van tijd tot tijd een solistische bijdrage naar voren komt (). De muziek leunt zwaar op de bas, wat bereikt wordt door het gebruik van instrumenten in het lage register (zoals de alt- als de basklarinet en de sarrusofoon); de zang is eerder bezwerend dan gezongen. Er zijn geen fraseringstekens, er is geen rubato, slechts een plechtig priesterlijk uitspreken van noten en lettergrepen. Omdat zoveel van de muziek canonisch is lijkt elke stem zijn eigen puls te volgen ().

## Ontstaansgeschiedenis
Stravinsky startte de compositie in Italië in de zomer van 1957 en voltooide het werk op 21 maart 1958 in Hollywood. Het werk is geschreven in opdracht van de Norddeutscher Rundfunk en aan deze omroep opgedragen (Dem Norddeutschem Rundfunk gewidmet) ()(). Op uitnodiging van deze omroep en van de Hamburgische Staatsoper vierde Stravinsky zijn 80e verjaardag in Hamburg.
Threni was ook bestemd als onderdeel van de Biënnale van Venetië in 1958, maar kort voor de opening van het Festival overleed Alessandro Piovesan, de directeur van de Biënnale.
De eerste uitvoering van het werk op 23 september 1958 in de Sala della Scuola Grande di San Rocco in Venetië werd daarom opgedragen aan de herinnering van Alessandro Piovesan als teken van vriendschap en waardering.

## Opbouw van de compositie
De Klaagliederen van Jeremiah zijn deel van het ritueel binnen zowel het Jodendom als binnen de Rooms-Katholieke Kerk. Bij de laatste worden zij gezongen bij bepaalde gelegenheden gedurende de Heilige Week. Zij bezingen het verdriet van de Stad (Jeruzalem) en zijn Tempel, vernietigd door de Babyloniërs.
Stravinsky hoopte altijd dat zijn Mis liturgisch gebruikt zou worden, maar voor Threni had hij deze aspiraties niet wat verklaart waarom hij Threni niet als een Tenebrae-dienst vormgaf voor de Donkere Metten, de benaming van het nachtofficie van Witte Donderdag, Goede Vrijdag en Stille Zaterdag (zoals bv. in de Franse Leçons de ténèbres) uit de 17e en 18e eeuw (). Stravinsky was bekend met de complete Tenebrae-dienst van Giovanni Pierluigi da Palestrina en de Lamentations van Thomas Tallis en William Byrd; maar geen van deze componisten hebben naar zijn zeggen zijn partituur beïnvloed ().
De teksten die Stravinsky voor Threni gebruikte komen uit de Bijbelse Klaagliederen, die Stravinsky 'Elegieën' noemt. Hij maakte hieruit de volgende selectie ():
- Eerste klaaglied (Het bittere lot van Jeruzalem): eerste vers, delen van de verzen 2, 5 en 11, vers 20
- Derde klaaglied (Wanhoop en hoop): verzen 1-6, 16-27, 34-36, 40-45, 49-66;
- Vijfde klaaglied (Gebed om mededogen): verzen 1, 19 en 21

Threni is in drie secties, voorafgegaan door een Incipit: De Elegia Prima, De Elegia Tertia en De Elegia Quinta, waarbij de eerste twee secties zijn onderverdeeld ()
- Het Incipit is een kort duet voor sopraan en alt (Incipit Lamentatio Jeremiae Prophetae)
- De Elegia Prima:
  - Aleph. Quomodo sedet sola civitas
  - Diphona I: Beth. Plorans ploravit – He. Facti sunt – Caph. Vide, Domine
  - Diphona II: Res. Vide, Domino
    - De Elegia Prima begint een rondo waarbij de verzen voorafgegaan worden door koorzettingen van de letters uit het Hebreeuws alfabet (Aleph, Beth, He, Caph en Resh), drie maal een ritornello met een tenorsolo en bugel en twee canons voor tenorduet. Stravinsky combineert blokken van letterlijk hetzelfde materiaal met gelijke maar gevarieerde secties ([9])
- De Elegia Tertia:
  - I. Querimonia: Aleph. Ego vir videns – Beth. Vetustam fecit – Vau. Et fregit – Zain. Recordare paupertatis
  - II. Sensus spei: Heth. Misericordiae Domini – Teth. Bonus est Dominus – Lamed. Ut contereret – Nun. Scrutemur vias nostras – Samech. Operuisti in furore –  Ain. Oculus meus – Tsade. Venetione ceperunt – Coph. Invocavi nomen tuum
  - III. Solacium: Res. Judicasti, Domini – Sin. Audisti obprobria – Thau. Reddes eis vicem
    - De Elegia Tertia is in drie delen: Querimonia (Klacht), Sensus Spei (Waarnemende Hoop) en Solacium (Compensatie). In Querimonia zingt het koor de Hebreeuwse letternamen met beperkte orkestbegeleiding drie maal. De bas zingt vervolgens zonder begeleiding waarna de tenor zich bij hem voegt in een korte canon. In de daaropvolgende verzen voegen zich solistische mannenstemmen zich hierbij in drie- en dan vierstemmige canons. Sensus Spei is in een hoger tempo en met dichtere muzikale texturen, met de vocale solisten, inclusief aangehouden noten door de hout- en koperblazers. Dit is het langste en meest dramatische deel van het werk. De sopraan- en altsolistes zingen het eerste vers van Solacium met een lichte houtblazersbegeleiding; de tenor- en bassolisten zingen het tweede vers met hoornbegeleiding. In het derde en vierde vers voegt het volledige koor zich bij de vier solisten, maar het orkest zwijgt behalve gedurende de Hebreeuwse letters.
- De Elegia Quinta:
  - Oratio Jeremiae Prophetae – Recordare, Domine – Tu autem, Domine – Converte nos, Domine
    - De Elegia Quinta begint met een kort inleidend duet voor de bassolisten. Bij de zes solisten voegt zich het volledige koor in dit korte en licht bezette slotdeel.

Stravinsky gebruikt in de Diphonas en Elegias geen maatstrepen, omdat, zo zei hij, de stemmen niet altijd in ritmische eenheid zijn. Elke maatstreep zou daardoor een andere doorkruisen. Er zijn geen sterke slagen in de canons en de dirigent moet louter de muziek uittellen zoals hij een motet van Josquin zou uittellen ().
In Threni verfijnde en versterkte Stravinsky zijn persoonlijke methode voor het componeren van twaalftoonsmuziek. Threni is volledig dodecafonisch ()()() (de serie: dis-gis-ais-cis-a-d-b-e-c-f-fis) (). Het thematisch gegeven uit de Incipit is de basis voor de series voor het hele werk (). 
Maar Stravinsky neemt aanzienlijke vrijheid in het gebruik van de verschillende series: hij herhaalt noten en groepen van noten, speelt met intervallen hoewel dat in tegenspraak is met de consequenties in het verloop van de series, hij introduceert ook nu en dan diatonische motieven. De seriële ordening is voor Stravinsky een organisatiestructuur, geen dwangmiddel: hij past aan, herhaalt, draait om, laat wat weg, voegt toe wanneer het voor hem noodzakelijk lijkt (). Een hoorbare eenheid wordt in Threni bereikt door de voortdurend terugkerende melodische vormen van de basisseries. De 'monotonie', in de zin van het doorlopend herhalen, is een belangrijk aspect van Stravinsky's kijk op de geest of essentie van klaagzangen ().
De techniek van een hexachordrotatie gebruikte Stravinsky in de jaren 50. Bij deze werkwijze wordt een twaalftoonsreeks in twee hexachorden opgesplitst. Elk hexachord wordt dan geroteerd door de eerste noot te verplaatsen naar het eind totdat vijf eendere permutaties (tweede noot naar het eind, derde noot naar het eind enz.) zijn gevormd. Vervolgens moeten de twee reeksen van geroteerde hexachorden worden getransponeerd om gemeenschappelijkheid tussen die reeksen te krijgen. Dit wordt toegepast op de vier vormen van de series: de basisserie (Prime, P), de inversie (I), de retrograde (R ) en de inversie van de retrograde (IR) ()
Stravinsky verfijnde zijn stijl gedurende zijn seriële periode (1951-1966) en elke volgende compositie werd seriëler dan de voorgaande. Voor elke compositie na 1960 stelde Stravinsky deze rotatieseries op, een seriële techniek die hij ontleende aan Ernst Krenek, zoals hij in 'Dialogues' zelf ook kort aangeeft (). Met name Kreneks 'Studies in Counterpoint Based on the Twelve Tone Technique'   en diens 'Lamentatio Jeremiae Prophetae' () waren bij hem van invloed. Vanuit deze compositietechniek van roterende reeksen componeerde Stravinsky A Sermon, a Narrative and a Prayer (1961), The Flood (1962), Abraham and Isaac (1963) en de Requiem Canticles ()

## Oeuvre
Zie het Oeuvre van Igor Stravinsky voor een volledig overzicht van het werk van Stravinsky.

## Geselecteerde discografie
- Theni, in de 'Igor Stravinsky Edition' – deel 'Sacred Works', Bethany Beardslee, sopraan; Beatrice Krebs, contra-alt; William Lewis en James Wainner, tenor; Mac Morgan, bariton; Robert Oliver, bas; The Schola Cantorum o.l.v. Hugh Ross; Columbia Symphony Orchestra o.l.v. Igor Stravinsky, Sony Classical, SM2K 46 301
- Threni (met de Psalmensymfonie en Les Noces), Julie Moffat, sopraan; Jennifer Lane (mezzo-sopraan); Martyn Hill en Joseph Cornwell, tenor; David Wilson-Johnson en Martin Robson, bas; The Simon Joly Chorale; The Philharmonia o.l.v. Robert Craft, Koch International Classics, KIC-CD-7514
- Threni (met Anthem 'The Dove descending breaks the Air', Requiem Canticles en Da pacem Domine uit Tres sacrae cantiones), Christina Landshamer, sopraan; Ewa Wolak, alt; Maximilian Schmitt en Magnus Staveland, tenor; Florian Boesch en David Soar, bas; Collegium Vocale Gent; het Koninklijk Filharmonisch Orkest van Vlaanderen o.l.v. Philippe Herreweghe, Phi/Outhere Music, LPH 020